# Salix discolor
Salix discolor es una especie de sauce perteneciente a la familia de las salicáceas. Es originaria de los bosques del norte y los humedales de Canadá (Columbia Británica y hacia el este hasta Terranova) y noreste contiguos de Estados Unidos (Idaho al sur de Wyoming, y al este a Maine y Maryland).

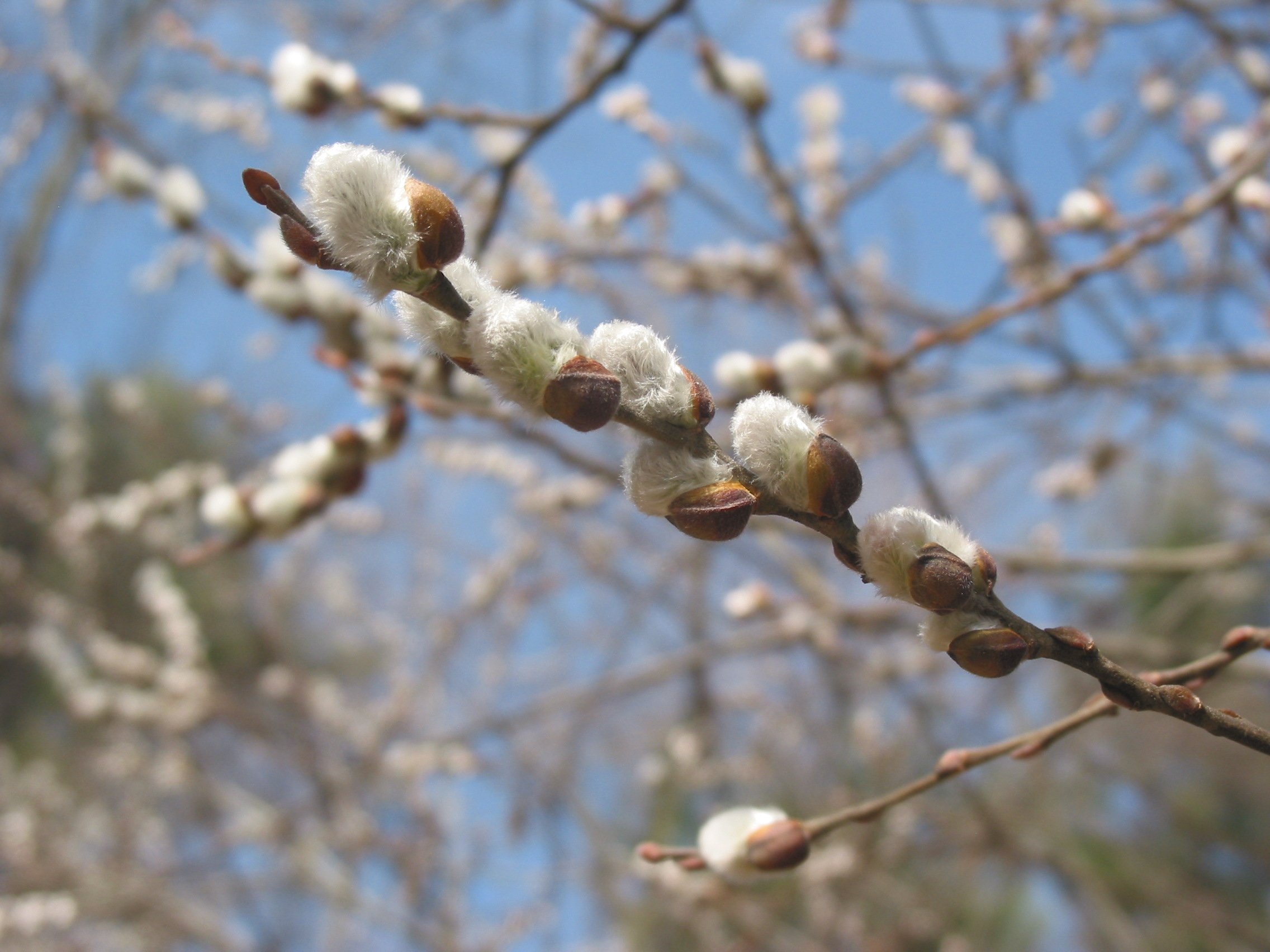
Rama con amentos a principios de primavera

## Descripción
Se trata de un débil arbusto o pequeño árbol de hoja caduca que alcanza un tamaño de hasta 6 m de altura, con tallos de color marrón. La hojas son ovales, de 3-14 cm de largo y 1-3.5 cm de ancho, por el haz de color  verde, y gris-blanco y suave el envés. Las flores en suaves amentos, aparecen en la primavera antes que las hojas nuevas, con los amentos masculinos y femeninos en las diferentes plantas (dioica). El fruto es una pequeña cápsula de 7-12 mm de largo que contiene numerosas semillas diminutas.

## Cultivo y usos
Al igual que otros sauces, contiene salicina, y fue utilizado por los nativos americanos como un analgésico.
Al igual que la especie estrechamente relacionada Salix caprea,  también se cultiva para flor cortada. 

## Taxonomía
Salix discolor fue descrita por Gotthilf Henry Ernest Muhlenberg y publicado en Der Gesellsschaft Naturforschender Freunde zu Berlin, neue Schriften 4: 234–235, pl. 6, f. 1, en el año 1803.
Etimología
Salix: nombre genérico latino para el sauce, sus ramas y madera.
discolor: epíteto latino que significa "con dos colores".
Sinoinimia
- Salix ancorifera Fernald
- Salix discolor var. overi C.R. Ball
- Salix discolor var. prinoides (Pursh) Andersson